# Distretto di Whangarei
Il distretto di Whangarei (in inglese Whangarei District) è un'autorità territoriale della Nuova Zelanda nella regione di Northland; è uno dei distretti più settentrionali del Paese e il suo capoluogo è Whangārei.
Esso comprende la città di Hikurangi e i sobborghi di numerose altre città neozelandesi, come Kamo, Tikipunga, Whau Valley, Otangarei, Kensington, Regent, Maunu, Morningside, Raumanga e Onerahi; oltre a ciò del distretto fa parte una consistente zona rurale, con spiagge e località famose fra gli appassionati di pesca (come per esempio Tutukaka).
Del distretto fanno parte anche le isole Hen and Chicken Islands e Poor Knights Islands.

## La città
Capoluogo del distretto di Whangarei è l'omonima città, Whangarei (nota: le prime due consonanti vengono pronunciate come se fossero una "F"). Essa è la città di una certa dimensione che si trova più a nord fra tutte quelle della Nuova Zelanda, oltre ad essere anche la sede del Consiglio Regionale del Northland.
Grazie alla sua posizione geografica, Whangarei ha un clima subtropicale, con estati che raramente superano i 30 gradi ed inverni miti. Come molte zone della Nuova Zelanda, è contraddistinta da una grande piovosità, non concentrata in determinati periodi ma diffusa più o meno uniformemente durante tutto l'anno.
A pochi chilometri dal centro della città, si possono visitare le Whangarei Falls. Il torrente che prende vita dal piccolo lago, formato per effetto delle cascate, è costeggiato da un bellissimo sentiero immerso nel verde. Insieme ad altri torrenti e piccoli corsi d'acqua della zona, raggiunge la baia di Whagarei, dove ha sede anche il porto della città.

## Curiosità
Il famoso cantante di musica country Keith Urban è nato qui, anche se all'età di due anni è emigrato in Australia con la sua famiglia ed ha poi fatto carriera negli Stati Uniti. È famoso anche per aver sposato l'attrice hollywoodiana Nicole Kidman.